# شکاری، حماة
شکاری (به عربی: شکاری) یک روستا در سوریه است که در ناحیه مرکزی سلمیه واقع شده‌است. شکاری ۳۴۴ نفر جمعیت دارد.